# Цифровая звуковая рабочая станция

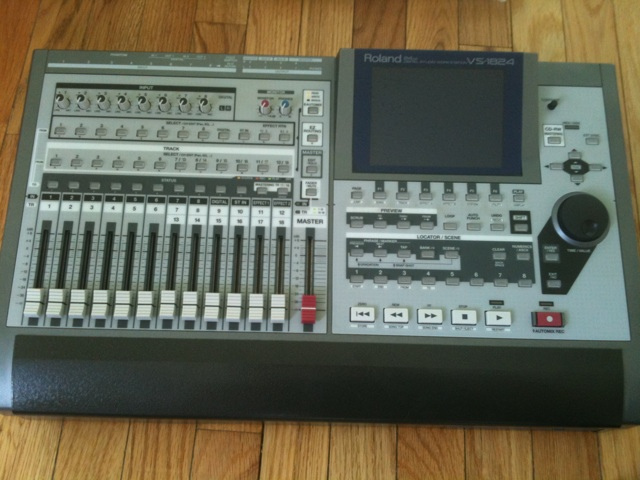
24-битная, 18-дорожечная цифровая рабочая станция Roland VS-1824 со встроенным цифровым микшером, эффектами и возможностью создания компакт-дисков

Цифровая звуковая рабочая станция (англ. digital audio workstation, DAW) — электронная или компьютерная система, предназначенная для записи, хранения, редактирования и воспроизведения цифрового звука. Предусматривает возможность выполнения на ней законченного цикла работ, от первичной записи до получения готового результата.

## Разновидности звуковых рабочих станций
Рабочие станции возникли на основе устройств безленточной звукозаписи, то есть без использования магнитной ленты, как автономные специализированные системы с микропроцессорами. Позже появились рабочие станции на базе компьютеров, содержащие программный комплекс и профессиональный аудиоинтерфейс для ввода-вывода звука.
Современные DAW являются либо интегрированными программно-аппаратными решениями, либо программным обеспечением, работающим на компьютерах с аудиоинтерфейсом.

### Автономные программно-аппаратные системы
Автономные системы звукозаписи являются закрытыми системами с ограниченными возможностями расширения, либо вовсе нерасширяемые.
Аппаратная часть, как правило, включает:
- процессорный блок;
- цифро-аналоговые и аналого-цифровые преобразователи, которые могут находиться в процессорном блоке, или отдельно;
- блок с носителями записи;
- панель контроллера, включающего микшер, функциональные кнопки и клавиши, органы управления записью/воспроизведением и монтажом, индикаторы;
- слот для плат расширения (дополнительно).

Программная часть исполняется на операционной системе, «зашитой» в процессорном блоке, зачастую не совместимой с другими операционными системами, содержит пользовательский интерфейс, представляющий собой чаще всего графику, выводимую на обычный компьютерный монитор или встроенный дисплей.
Иногда управление автономными системами звукозаписи возможно при помощи ПК посредством специальных протоколов, чаще всего — MIDI.
Популярность автономных систем снизилась после того, как появилась возможность запускать DAW в виде программного обеспечения на персональных компьютерах. Однако, многоканальную запись живых концертов и других «полевых» мероприятий удобнее и надёжнее осуществлять не на компьютерной станции, а на автономной системе или многодорожечном дисковом рекордере.

### Компьютерные системы
Звуковые рабочие станции на базе компьютеров содержат программный комплекс, состоящий из звукового редактора и дополнительных модулей обработки звука (плагин), а также аппаратную часть, которую можно изменять в зависимости от потребностей студии звукозаписи. В зависимости от числа каналов, качественных характеристик и аппаратно-программной реализации выделяют несколько видов систем:
- «домашние студии» — наиболее простые и дешёвые системы, имеющие не менее двух каналов записи/воспроизведения. Как правило, системы оснащаются недорогим встроенным или внешним аудиоинтерфейсом с двумя или более аналоговыми входами и двумя выходами (возможно также наличие цифровых входов/выходов). Аудиоинтерфейс может быть оснащён простейшей системой аппаратной обработки сигнала, например, иметь лимитер/компрессор или блок эффектов;
- проджект-студии — восьмиканальные системы, то есть имеющие восемь входов. Используется в небольших студиях звукозаписи, где может возникнуть необходимость записи до восьми источников одновременно. Эти системы состоят из платы ввода-вывода, устанавливаемой в компьютер, и разъёмов для подключения ко входам и выходам, которые располагаются в отдельном блоке и соединяются с платой многожильным кабелем. Также не исключено наличие дополнительных коммутационных интерфейсов. Почти всегда системы проектного класса имеют цифровой интерфейс для соединения с внешними АЦП и ЦАП;
- «коммерческие» многоканальные системы (12 каналов и более) — системы высокого класса, обязательно имеют развитую коммутацию, которая позволяет интегрировать звуковую станцию нелинейного монтажа в большую студию звукозаписи и в видеостудию. Такие системы включают:

- отдельные блоки АЦП-ЦАП конвертеров;
- платы либо отдельные блоки со специализированными процессорами обработки звука (DSP);
- интерфейсы для подключения цифровых входов/выходов различных форматов (AES/EBU, S/PDIF, SDIF, TDIF), цифровых синхросигналов wordclock, синхроимпульсов аналогового видео «вспышка чёрного», синхрокодов SMPTE и MIDI.

## Примеры

### Проприетарные системы
| - Ableton Live - Acoustica Mixcraft - AMS Neve Audiofile SCX - Apple Logic Pro - AVID Audio Pro Tools - Bitwig Studio - Cakewalk Sonar - Chaotic Daw - Cockos REAPER - Digital Performer - Dub Turbo - Energy XT - GarageBand | - Image-Line FL Studio - MadTracker - MAGIX Samplitude - MAGIX Sequoia - Mixcraft Pro Studio 7 - Monkey Tools - MuLab (бесплатная) - MultitrackStudio - n-Track Studio - Orion Platinum - PreSonus Studio One - Propellerhead Reason - Pyramix | - Record - Renoise - RML Labs SAWStudio - Sony Acid Music Studio - Soundtrack Pro - Steinberg Cubase - Steinberg Nuendo - Tracktion (DAW) - Usine - en:Zynewave Podium (бесплатная) - Z-Maestro |

### Открытые системы
- Linux Multimedia Studio
- Ardour